# 秋山一裕
秋山 一裕（あきやま いちゆう、1865年4月10日（元治2年3月15日） - 1943年（昭和18年）3月4日）は、明治から昭和時代前期の政治家、実業家。衆議院議員（1期）。

## 経歴
山縣銃太郎の弟、山縣昌繁の二男として駿河国志太郡島田宿（静岡県志太郡島田町を経て現島田市）に生まれ、1884年（明治17年）4月、秋山家の養子となり、同年6月、家督を相続する。1881年（明治14年）静岡師範学校高等師範科を卒業し、小学校教諭を経て、師範学校訓導となる。1887年（明治20年）10月、上京し慶應義塾に入り、1891年（明治24年）4月、同校を首席で卒業した。安田銀行に入行したのち、イーストレイクらと共に日本英学院を創立し教鞭をとる。
ついで静岡県中学校に転じ、1897年（明治30年）6月、同県視学に任ぜられた。のち教職を辞し、大日本製糖に入り、庶務課長、酒造部長、東京精製ラム製造所長、参事を経て、1906年（明治39年）常務取締役に就任した。日本製糖汚職事件に関与した。
1908年（明治41年）5月の第10回衆議院議員総選挙では静岡県静岡市から出馬し当選。衆議院議員を1期務めた。その後、内国通運常務取締役となった。